# Erich Orthmann

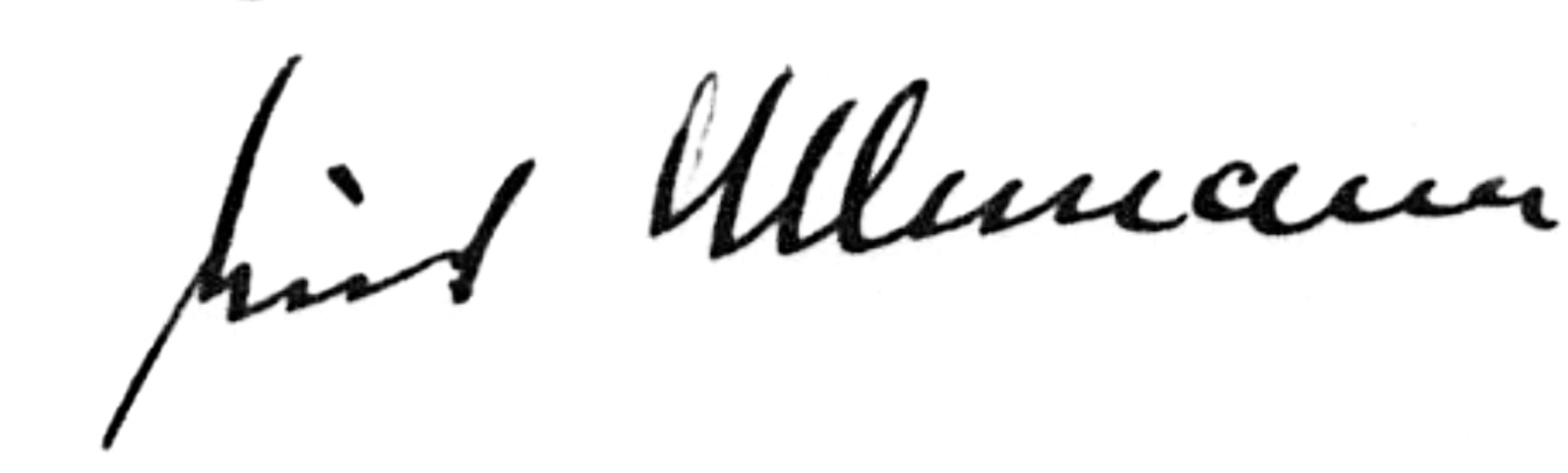
Unterschrift Erich Orthmann

Erich Orthmann (* 17. August 1894 in Ohligs; † 1945 bei Bad Saarow) war ein deutscher Dirigent.
Mit 5 Jahren erster Violin- und Klavierunterricht. Ab 1904 Besuch des Realgymnasiums, daneben ab 1909 Besuch des Kölner Konservatoriums bis 1914.
Orthmann war ein Schüler von Fritz Steinbach. Von 1914 bis 1919 erstes Engagement als erster Kapellmeister im Stadttheater Barmen. Er wirkte als Dirigent in Stettin und als Generalmusikdirektor in Aachen und Düsseldorf. Beim Berliner Rundfunk spielte er eine Reihe von Plattenaufnahmen ein. Er war von 1926 bis 1930 Generalmusikdirektor am Nationaltheater Mannheim und wirkte dann in gleicher Funktion in Danzig.
Der NSDAP trat Orthmann in Düsseldorf zum 1. März 1931 bei (Mitgliedsnummer 474.397).
Von 1935 bis 1945 war er Intendant der Volksoper (Theater des Westens) in Berlin. 1945 beging er Suizid.
Erich Orthmann war seit 1917 verheiratet und hatte vier Kinder.